# Living Planet Report
Het Living Planet Report is een tweejaarlijks verslag waarin het WWF een kwantitatief beeld wil schetsen van de toestand van het natuurlijk milieu, en van de milieudruk van de mens. Daarvoor wordt gesteund op de Living Planet Index en ecologische voetafdrukberekeningen. Het rapport wordt sinds 1998 opgesteld. Sinds 2015 wordt er ook een speciale Nederlandse editie van het Living Planet Report gemaakt.

## Living Planet Index
De Living Planet Index berust op de telling van een aantal dierenpopulaties. Hoewel de lijst met getelde soorten niet constant blijft, toch geeft een vergelijking van die cijfers over de jaren een goed beeld van de toename of afname van de biodiversiteit. De telling, die sedert 1997 tweejaarlijks wordt uitgevoerd bij een toenemend aantal soorten, laat over de afgelopen decennia voor de planeet als geheel een voortdurende achteruitgang van de biodiversiteit zien. Dit globale cijfer is echter enigszins misleidend: in de gematigde klimaatstreken is de achteruitgang van de biodiversiteit de jongste jaren gestopt of zelfs omgekeerd. Dit is een gevolg van milieumaatregelen in de meer ontwikkelde landen, en van het feit dat in de gematigde streken de achteruitgang van de biodiversiteit al sedert het begin van de industrialisatie is ingezet, waardoor van een veel lagere drempel is gestart bij het begin van de metingen. De achteruitgang is het sterkst in de tropische klimaatgordel, mede als gevolg van het ruimtebeslag, vereist voor export van landbouwproducten naar de meest welvarende landen (Editie 2014). Sinds 2015 wordt er ook een aparte index voor Nederland berekend, en sedert 2020 voor België.

## Ecologische voetafdruk
Met de ecologische voetafdruk wordt in de eerste plaats aangegeven hoeveel procent van de totale productieve grond- en wateroppervlakte op deze planeet het afgelopen jaar is verbruikt. Ligt dit cijfer bijvoorbeeld op 150 percent, dan betekent dit dat de mensheid in dat jaar in feite anderhalve planeet heeft “verbruikt”. Uiteraard wijst elk cijfer boven de 100 op een niet-duurzame situatie, en uit het Living Planet Report blijkt helaas dat het globale verbruik de jongste jaren zelfs boven de 150 is gestegen, en nog stijgt. Dit globale cijfer verbergt bovendien een sterk onevenwicht: uit de Edities 2014 en 2016 blijkt dat de voetafdruk van de meest ontwikkelde landen liefst viermaal hoger ligt dan die van de armste landen. Het Living Planet Report maakt dit onevenwicht ook duidelijk aan de hand van berekeningen per land. 

## Edities

### 1998
In deze eerste editie stelt het WWF dat de biodiversiteitsindex (LPI) met ongeveer 30 percent is achteruitgegaan ten opzichte van het referentiejaar 1970. Anders gezegd:  de wereld heeft sedert 1970 ongeveer een derde van zijn natuurlijke rijkdom verloren. 
Ook de ecologische voetafdruk (Global Consumption Pressure) is toegenomen – met ongeveer 5 percent per jaar – en zal waarschijnlijk het duurzaam niveau overschrijden, ten minste voor consumptie van vis, vlees, en CO2-emissies, als dat niet al is gebeurd. Deze voetafdruk is zeer ongelijk verdeeld: die van consumenten in de geïndustrialiseerde wereld is gemiddeld tweeënhalfmaal zo groot als die in de ontwikkelingslanden.
Het WWF maakt zich zorgen om deze trend, en formuleert aanbevelingen voor overheden, ondernemingen en consumenten.

### 2000
De indexen uit dit rapport zijn nu berekend op een veel groter gegevensbereik. De biodiversiteitsindex (LPI) is tussen 1970 en 1999 met ongeveer 33 percent achteruitgegaan. Vanaf deze editie is enkel nog gemeten op basis van diersoorten, niet meer op basis van het bosareaal. 
Uit regionale analyses blijkt dat de recente achteruitgang van de biodiversiteit het grootst is in het (sub)tropische Zuiden. De achteruitgang op meer noordelijke breedtegraden is echter al veel eerder ingetreden, namelijk voor 1970. 
De ecologische voetafdruk is met ongeveer 50 percent toegenomen, en heeft volgens nieuwe berekeningen reeds in de jaren '70 het regeneratievermogen van de planeet overschreden.  De voetafdruk van consumenten in de geïndustrialiseerde landen lag ongeveer viermaal hoger dan in de arme landen.

### 2002
Het rapport stelt met tevredenheid vast dat de materiële welvaart er in grote delen van de wereld op is vooruitgegaan, maar wijst erop dat dit gepaard gaat met grote ecologische schade. Dat blijkt uit onder meer de bosbranden in Brazilië en Indonesië, de verbleking van koraal in de Caraïben, en de Indische en Stille Oceaan, de instorting van visbestanden in de Atlantische Oceaan, de milieuvernietiging in de Zwarte Zee, het Aralmeer en het Tsjaadmeer, en het voortdurend verlies van drasland en zoetwatergebieden in de hele wereld. Het WWF waarschuwt dat de bestrijding van armoede niet losstaat van het streven naar duurzame ontwikkeling. 
De biodiversiteitsindex (LPI) is tussen 1970 en 2000 met ongeveer 37 percent achteruitgegaan: de index voor landdieren ging gemiddeld 15 percent achteruit, zeepopulaties met ongeveer 35 percent, en zoetwaterdieren met ongeveer 54 percent. 
De ecologische voetafdruk is met ongeveer 80 percent toegenomen, van 1961 tot 1999, en ligt nu 20 percent boven de biologische capaciteit van de planeet.

### 2004
Het WWF wijst op de verplichtingen die de meeste landen op zich hebben genomen om de biodiversiteit tegen 2010 te vrijwaren, op de Earth Summit 2002, de VN-Conventie over biologische diversiteit in 2004 in Kuala Lumpur, en in de Millenniumdoelstellingen. Door deze internationale verplichtingen kunnen burgers nu hun overheid ter verantwoording roepen indien de doelstellingen niet zijn gehaald. 
De vaststellingen in dit rapport zijn helaas niet positief: de biodiversiteit (LPI) is nu met gemiddeld 40 percent gedaald, van 1970 tot 2000. Voor het eerst wordt expliciet melding gemaakt van klimaatverandering. De ecologische voetafdruk, van 1961 tot 1999, blijft ruim 20 percent boven de biologische capaciteit van de planeet liggen.

### 2006
De biodiversiteit (LPI) is volgens deze berekeningen met gemiddeld 30 percent gedaald, van 1970 tot 2003.
De VN verwacht dat de ecologische voetafdruk, bij gematigde groei van economie en bevolking, tegen 2050 ongeveer tweemaal de draagkracht van de planeet zal bedragen. Dit kan leiden tot een instorting van ecosystemen. In deze editie worden daarom drie scenario's voor een duurzaam beleid onderzocht: business as usual, langzame verschuiving of snelle reductie. Voor een duurzame toekomst is een halvering van de voetafdruk vereist. Hiervoor worden internationale onderhandelingen voorgesteld, met toewijzing van quota aan landen en regio's, zoals in het Kyoto-protocol.

### 2008
De Living Planet Index, de mondiale biodiversiteitsindex, is met 28 percent gedaald, van 1970 tot 2005. Hoewel het verlies van biodiversiteit in sommige gematigde klimaatstreken is gestopt, gaat de mondiale LPI toch achteruit. Het ziet er niet naar uit dat de doelstelling van het Biodiversiteitsverdrag uit 1993, om de achteruitgang van de biodiversiteit tegen 2010 te stoppen, zal gehaald worden. 
De ecologische voetafdruk ligt nu ongeveer een derde boven de capaciteit van de planeet, en dit bedreigt het welzijn van alle naties. En bij ongewijzigd beleid gaat de voetafdruk tegen 2030 naar het dubbele van wat de planeet kan dragen. In dit rapport wordt ook ruim aandacht besteed aan de waterbehoefte, die in ruim 50 landen problematisch wordt. 
Een omslag in het beleid is echter ook nu reeds perfect mogelijk, met de bestaande technologie.

### 2010
In dit jaar van de biodiversiteit is helaas weinig goed nieuws te melden. De Living Planet Index wijst nog steeds op een achteruitgang van ongeveer 30 percent, tussen 1970 en 2007. Deze mondiale index is het resultaat van twee tegengestelde trends: in de gematigde streken is vooruitgang vastgesteld, de tropische streken gaan verder achteruit. 
De ecologische voetafdruk overschreed in 2007 de capaciteit van de planeet met ongeveer 50 percent. Deze voetafdruk wordt in dit rapport uitgesplitst naar regio. De water-voetafdruk wijst op stress in 71 landen (tegen 50 landen in het vorige rapport). 
Ook in dit rapport worden diverse scenario's voorgesteld om tot een meer duurzaam beleid te komen.

### 2012
De Living Planet Index, uitgesplitst naar regio en bioom, wijst nog steeds op verdere achteruitgang. 
De ecologische voetafdruk overschreed de capaciteit van de planeet met ruim 50 percent, en door een combinatie van bevolkingstoename en welvaartsgroei wordt een verdere toename verwacht. Meer en meer zoetwaterbekkens staan onder druk, zeker wanneer men de jaarstatistieken verfijnt met meer frequente, periodieke peilingen. 
Daarnaast worden een aantal ecologisch belangrijke trends in de verf gezet, zoals het aandeel van de wereldwijde ontbossing in de totale CO2-uitstoot (20 percent), de toename van de zeevisserij (van 19 miljoen ton vangst in 1950 tot 87 miljoen ton in 2005), of de sterk toegenomen landhonger van investeerders naar landbouwgrond in het Zuiden. Voor het eerst wordt gewag gemaakt van het concept antropoceen. Ook nu weer worden scenario's besproken voor het tegengaan van de klimaatverandering. Tot slot formuleert het WWF zestien prioriteiten voor een duurzame wereld.

### 2014
De Living Planet Index is nu opgesteld volgens een nieuwe methode. De index toont een globale achteruitgang van 52 per cent tussen 1970 en 2010, maar met grote regionale verschillen. Onze wereldwijde ecologische voetafdruk vergt nog steeds anderhalfmaal de draagkracht van de planeet. De landbouw slokt ruim 90 percent van de totale waterbehoefte op. Volgens het WWF slagen de rijke landen erin hun lokale biodiversiteit op te drijven door grondstoffen te importeren uit de armste landen, ten koste van de biodiversiteit in die landen. 
De staat van de negen essentiële planetaire grenzen wordt besproken. Maatregelen inzake klimaatverandering zijn urgent, de kansen om de opwarming binnen redelijke perken te houden, nemen snel af.

### 2016
Het WWF hoopt met de introductie van het begrip antropoceen onze visie op de wereld grondig te wijzigen: de menselijke beschaving heeft immers de planetaire grenzen bereikt, en zelfs overschreden. Het ecosysteem Aarde is ernstig bedreigd, inzake klimaat, biodiversiteit, gezondheid van de oceanen, ontbossing, en de huishouding van water, stikstof en koolstof. De stabiliteit waarop de mensheid de laatste 11.700 jaar heeft gesteund, dreigt te verdwijnen. Daarom is een radicale transitie nodig, na het akkoord van Parijs en de duurzameontwikkelingsdoelstellingen. 
De gemeten biodiversiteit is nu met gemiddeld 58 percent gedaald, van 1970 tot 2012. Gevreesd wordt dat dit percentage tegen 2020 zal oplopen tot 67 percent, tenzij grondig wordt ingegrepen. 
Een andere maatstaf is de ecologische voetafdruk: volgens deze berekening verbruikt de mensheid 1,6 maal het draagvermogen van onze planeet, maar deze voetafdruk is onevenredig hoog in de consumptielanden, vergeleken met het armere deel van de wereld.  Het gangbare economisch-financieel denken zet individuen en bedrijven ertoe aan niet-duurzame keuzes te maken. De mondiale voetafdruk is weliswaar gedurende korte periodes gedaald, maar die periodes stemmen overeen met economische crises, niet met een positief ingrijpen van de mens.

### 2018
Het WWF herinnert eraan dat uiteindelijk alle economische activiteiten afhankelijk zijn van ecosysteemdiensten, die nu kunnen geraamd worden op 125 biljoen dollar per jaar. Menselijke consumptie explodeert, en die ecologische voetafdruk is de drijvende kracht achter de teloorgang van de biodiversiteit. 
Slechts een kwart van het aardoppervlak is nog (nagenoeg) vrij van menselijke activiteit, en dat aandeel zou tegen 2050 dalen tot 10%. Ontbossing is wereldwijd afgenomen, maar niet in tropische wouden die juist de grootste biodiversiteit op aarde vertonen. Twee recente studies hebben de dramatische terugval aangetoond in de populaties van bijen en andere bestuivers. Ook zee- en zoetwaterecosystemen staan onder zware druk: bijna 6 miljard ton vis en schaaldieren is sedert 1950 uit de oceanen gevist. Plasticvervuiling is in de plaats gekomen. Zoetwaterreservoirs zoals meren, rivieren en moerassen zijn in hoge mate bedreigd. 
Met de Living Planet Index wordt een globale terugval van 60% vastgesteld in de omvang van populaties, van 1970 tot 2014. Deze trend is nog sterker in de tropen, met de meest dramatische afname in Zuid- en Centraal-Amerika, waar de terugval oploopt tot 89%. De Freshwater Index vertoont een vermindering met 83% sedert 1970. Het rapport introduceert nog drie andere indicatoren: meting van de spreiding van soorten, risico op uitsterven en wijzigingen in de samenstelling van soortengemeenschappen. Alle drie deze indicatoren schetsen echter hetzelfde beeld, namelijk ernstige afnames of veranderingen.
Het WWF hoopt op een kentering, nu twee internationale verdragen aan herziening toe zijn: de doelstellingen voor na 2020 voor het biodiversiteitsverdrag, en de duurzameontwikkelingsdoelstellingen. Daarbij staat het klimaatakkoord van Parijs model.

### 2020
Uit het rapport blijkt dat de eerder tegen 2020 voorspelde achteruitgang van de biodiversiteit met 67 procent reeds in 2016 werd bereikt, en zelfs steeg tot 68%. De in 2018 gerapporteerde dramatische afname in Zuid- en Centraal-Amerika met 89% is toegenomen tot -94%. Het WWF vreest dat tegen 2100 zo’n vijfde van alle diersoorten verdwenen zal zijn door de gevolgen van klimaatopwarming.  
Om de biodiversiteit alsnog te redden, pleit het WWF voor een duurzamer landbouwbeleid, maar ook voor een wijziging in onze voedingsgewoonten, met vooral minder vlees op het menu. De vleesindustrie is volgens het rapport de belangrijkste reden voor natuurverlies in landen als Brazilië.